# Лёгкая жизнь (фильм, 1937)
«Лёгкая жизнь» (англ. Easy Living) — кинофильм режиссёра Митчелла Лейзена, вышедший на экраны в 1937 году. Сценарий Престона Стёрджеса частично основан на рассказе Веры Каспари.

## Сюжет
Узнав, что супруга без его ведома приобрела шубу за 58 тысяч долларов, мистер Дж. Б. Болл — то ли третий, то ли четвёртый по богатству банкир страны — в ярости выбрасывает обновку с крыши своего многоэтажного дома. Шуба приземляется на голову простой журналистки Мэри Смит, которая хочет вернуть предмет одежды хозяину. Однако тот не только оставляет его девушке, но и покупает ей новую шляпку. К сожалению, в редакции, где работает Мэри, никто ей не верит. Она остаётся без работы и средств к существованию. Спасает её то, что по городу начинают ползти слухи о новой любовнице мистера Болла. Желая воспользоваться этим случаем для рекламы своего отеля, мистер Луи размещает девушку в императорском люксе. Мэри же знакомится в столовой-автомате с сыном мистера Болла Джоном, который после ссоры с отцом решил жить независимо и устроился официантом...

## В ролях
- Джин Артур — Мэри Смит
- Эдвард Арнольд — Дж. Б. Болл
- Рэй Милланд — Джон Болл мл.
- Луис Альберни — Луи Луи
- Мэри Нэш — миссис Болл
- Франклин Пэнгборн — Ван Бурен
- Барлоу Борланд — мистер Гёрни
- Уильям Демарест — Уоллес Уистлинг
- Эндрю Тумс — Э. Дж. Халгар
- Эстер Дейл — Лиллиан
- Харлан Бриггс — управляющий журналом
- Уильям Б. Дэвидсон — мистер Хайд
- Нора Сесил — мисс Сверф
- Роберт Грейг — дворецкий